# The Nihilist
The Nihilist er en amerikansk stumfilm fra 1905 af Wallace McCutcheon, Sr..Den foregår i Det Russiske Kejserrige og fortæller historien om en kvinde, der tilslutter sig den nihilistiske bevægelse og begår et selvmordsangreb mod guvernørens palads for at hævne sin mand, der døde på grund af politiets undertrykkelse.

## Plot
Efter at hendes mand er blevet arresteret af det zaristiske politi, beder en kvinde guvernøren om nåde, men uden held. Han bliver dømt til at blive deporteret til Sibirien og dør undervejs. Hun beslutter sig for at slutte sig til en nihilistisk gruppe og får ordre til at bombe guvernørens palads. Hun dør, mens hun fuldfører sin mission.